# Mario Lucia
Mario Lucia, född 25 augusti 1993 i Fairbanks, Alaska, är en amerikansk före detta professionell ishockeyspelare (forward).